# اکاتیکولام
اکاتیکولام (به لاتین: Akattikkulam) یک منطقهٔ مسکونی در سری‌لانکا است که در استان شمالی (سری‌لانکا) واقع شده‌است.